# 정진경 (농구인)
정진경(1978년 5월 17일~)은 대한민국의 전 농구 선수이자 농구 지도자인데 최초 팀 코오롱이 IMF 여파 탓인지 1997년 12월 해체된 후 실시된 드래프트를 거부하면서 5년의 자격 정지 처분을 받아 대만에서 선수생활을 이어갔고 2004년 신세계 쿨캣에 입단했으나 고질적인 무릎부상 탓인지 2007-08 시즌 뒤 은퇴했다.
현재는 MBC 스포츠플러스에서 한국여자프로농구 해설가로 활동 중이다.